# Nathalis
Nathalis — американский род чешуекрылых из семейства белянок и подсемейства Coliadinae.

## Систематика
В состав рода входят:
- Nathalis iole Boisduval, 1836 — США (штаты Канзас и Оклахома), Мексика, Гондурас, Куба и Ямайка
- Nathalis plauta Doubleday, 1847 — Венесуэла и Колумбия